# Diözesankunstverein Linz
Der Diözesankunstverein Linz (auch Diözesan-Kunstverein Linz, Linzer Diözesan-Kunstverein oder Linzer Diözesankunstverein) wurde 1859 gegründet und ist der älteste christliche Kunstverein Österreichs.

## Geschichte
Nach der Liberalisierung des österreichischen Vereinswesens im Jahr 1848 gab es erste Überlegungen zur Schaffung eines eigenen katholischen Kunstvereins. Im Rahmen der 4. Generalversammlung des Katholischen Vereins im Jahr 1850 in Linz wurde der Kölner Politiker August Reichensperger damit beauftragt, einen Satzungsentwurf für einen christlichen Kunstverein zu erstellen. Florian Wimmer OSB (1816–1890) wurde mit der Ausarbeitung eines Statutes und mit der Einleitung von Maßnahmen zur Vereinsgründung betraut. Am 21. Jänner 1857 wurde der Linzer Diözesan-Kunstverein vom Ordinariat genehmigt. Die Vereinstätigkeit begann nur zögerlich, obwohl der Verein bereits etwa zweihundert Mitglieder hatte. Die erste Generalversammlung am 18. Oktober 1859 gilt heute als Gründungsdatum. Der Verein ist damit der erste kirchlich getragene Kunstverein Österreichs.
Folgende Vereinsziele wurden 1959 formuliert:
- die Förderung und Pflege der christlichen Kunst (durch Belehrung über die Kunst, durch Vorträge und Aufsätze),
- die Gründung eines Diözesanmuseums,
- die Veranstaltung von Kunstausstellungen,
- die Entfernung alles Unpassenden aus den Kirchen,
- die Erforschung, Beschreibung und Abbildung und Erhaltung hervorragender Kunstwerke sowie
- die Herstellung neuer Kunstwerke im christlichen Geiste

Prominentestes Vorstandsmitglied war Adalbert Stifter.
Der Diözesankunstverein gab zwischen 1860 und 1970 die Zeitschrift Christliche Kunstblätter heraus, die 1971 mit einer evangelischen Kunstzeitschrift zu kunst und kirche fusionierte, wobei es sich um die erste ökumenischen Zeitschrift im deutschen Sprachraum handelt.
Viele christliche Kunstvereine hatten zugehörige Sektionen für Musik. Von der Diözese Linz gingen in den frühen 1880er Jahren auch starke Bestrebungen zu einer gesamtösterreichischen Neugründung eines Cäcilienvereins aus. Dieser „Österreichische Central-Cäcilienverein“ wurde 1884 etabliert, zunächst gehörten ihm aber nur die Diözesen St. Pölten und Linz an.
In einem zu Beginn der 1990er-Jahre neu formulierten Zielbild gilt als wesentlicher Vereinszweck die Herausgabe der Zeitschrift kunst und kirche,  die Unterstützung von Publikationen und Ausstellungen und die Förderung von jungen, zeitgenössischen Künstlern und Künstlerinnen.